# Mareotis Fossae
Mareotis Fossae é um grupo de trincheiras no quadrângulo de Arcadia em Marte, localizado a 44° latitude norte e 75.3° longitude oeste.  Sua extensão é de 1,860 km e seu nome vem de uma formação de albedo a 32N, 96W.  Trincheiras, como esta são chamadas fossae em Marte. Mais informações e mais exemplos podem ser encontrados em Fossa (geologia).